# Thyristorsteller

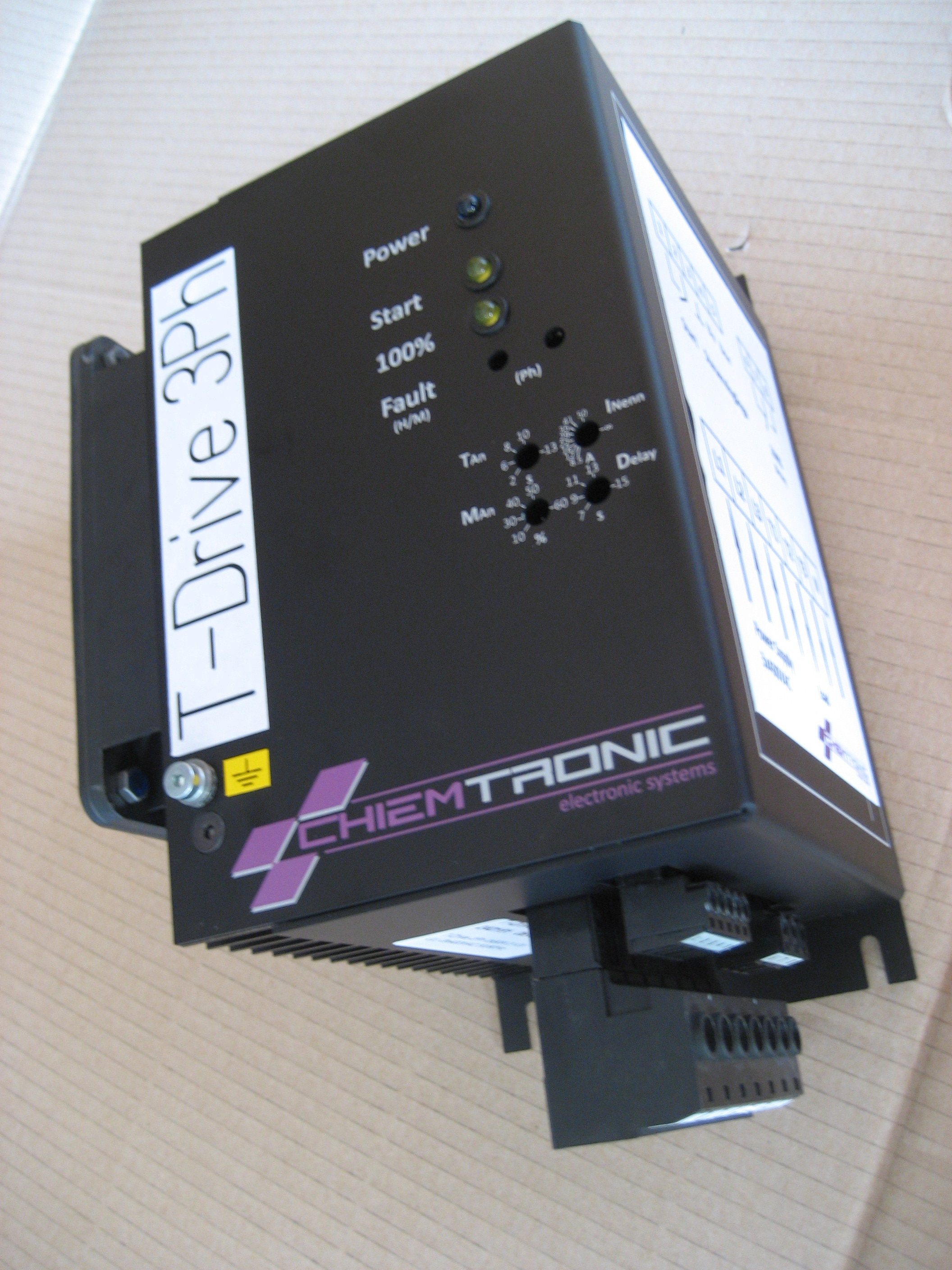
Thyristorsteller

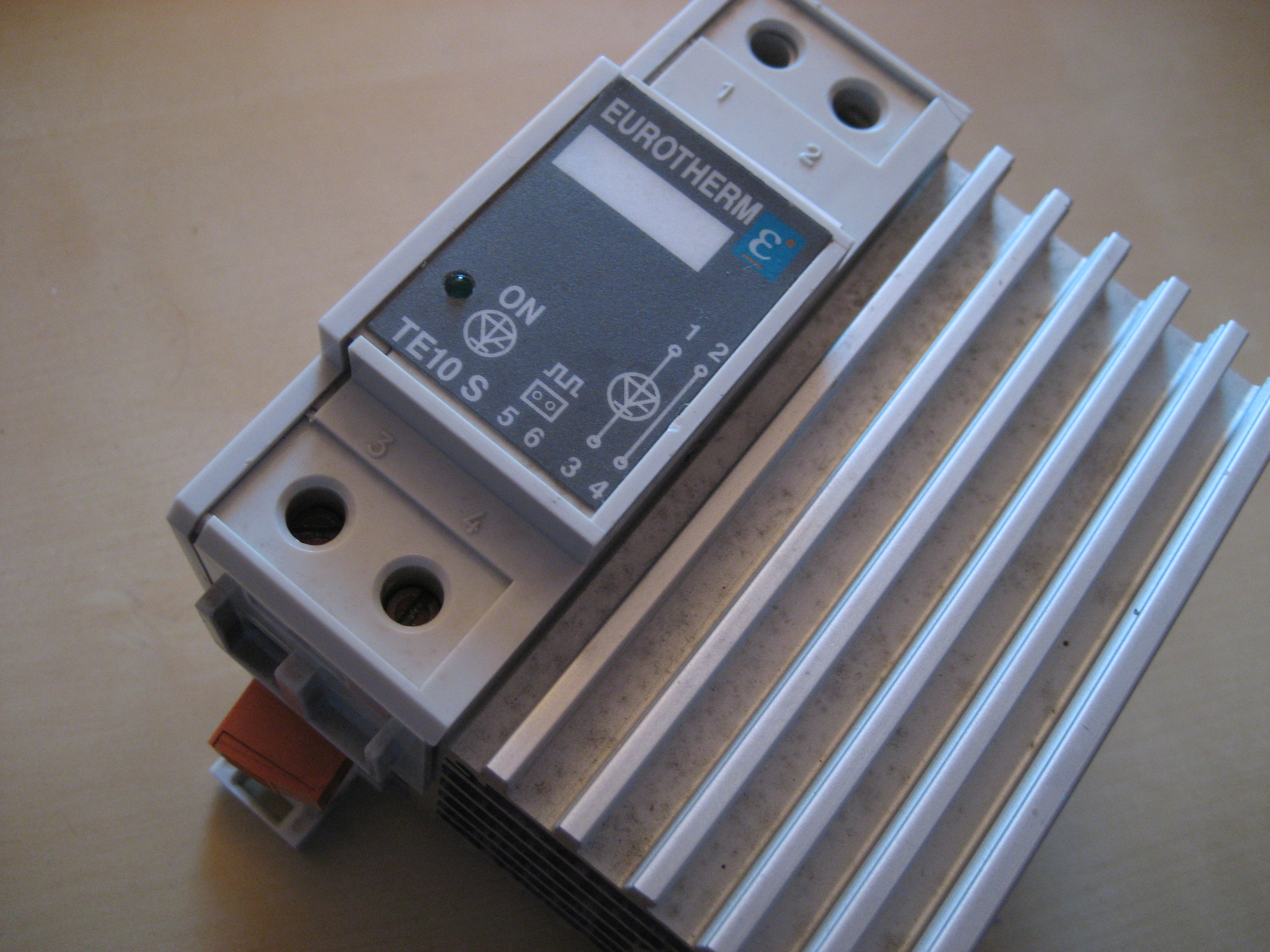
Thyristorsteller

Thyristorsteller oder Thyristor-Leistungssteller stellen die Leistung bzw. Strom oder Spannung. Typische Anwendungen sind allgemein da zu finden, wo elektrische Leistung variiert werden muss, diese aber letztlich in thermische Energie umgewandelt wird. So werden die Steller unter anderem im Industrieofenbau oder in der Kunststoffverarbeitung eingesetzt.

## Funktionsweise
Ein Thyristorsteller wird zur Steuerung der Leistungsaufnahme von elektrischen Verbrauchern verwendet. Das geschieht durch Verringerung des Effektivwertes der Netzwechselspannung. Dazu wird der sinusförmige Verlauf der Netzspannung mit Hilfe von Thyristoren am Anfang jeder Halbschwingung beschnitten, indem ein Thyristor immer erst eine bestimmte Zeit nach dem Nulldurchgang der Wechselspannung zündet. Somit wird der Verbraucher jeweils nur während eines Teils der Sinusschwingung eingeschaltet (Phasenanschnittsteuerung), wodurch sich dessen Strom- und Leistungsaufnahme verringert.
Thyristor-Leistungssteller werden mit einer Wechselspannung einphasig oder dreiphasig betrieben. Sie werden durch einen Regler angesteuert und variieren die Einschaltzeit der Netzspannung für die Last.
Wo es die Betriebsbedingungen nicht anders erfordern, empfiehlt sich der Impulsgruppenbetrieb. Hier werden ganze Netzspannungsvollwellen auf die Last geschaltet bzw. gesperrt. Beispielsweise fordert ein Regler 60 % Stellgrad (zum Beispiel über ein 4–20 mA – Signal, welches 0–100 % entspricht). Der Thyristor-Leistungssteller schaltet 60 % der Vollwellen auf die Last, während er 40 % sperrt. Die Betriebsart ist als unproblematisch zu betrachten. Lediglich bei einem zu schwach ausgelegten Netz kann es bei am selben Netz angeschlossenen Beleuchtungsanlagen zu ungewünschten Leuchtdichteschwankungen kommen (Flickereffekt).
Einige Betriebsbedingungen erfordern das Schalten in jeder Halbwelle und damit einen sehr schnellen Betrieb. Beispiele sind Regelstrecken mit sehr schnellem Verhalten oder eine erforderliche Strombegrenzung bei niedrigem Elementewiderstand im kalten Zustand. In dieser Betriebsart verändert der Steller den Phasenwinkel α der den Thyristorzündungszeitpunkt markiert. Eine Halbwelle entspricht 180 °el. (Grad elektrisch). Der Steller kann den Phasenwinkel von 0°el. (max. Leistung) bis 180°el. (keine Leistung) variieren. In einem 50 Hz Netz schaltet der Steller alle 20 ms und zeigt sehr schnelles Verhalten. Durch die Spannungsflanken beim Einschalten ergeben sich Nachteile wie EMV-Störpotential oder Steuerblindleistung auch bei ohmschen Verbrauchern. Diesem Sachverhalt ist mit Netzfiltern bzw. ab entsprechender Anlagengröße mit Kompensationsanlagen entgegenzuwirken.

## Unterlagerte Regelung
Wie erwähnt, verändern die Steller ihr Ein- und Ausschaltverhältnis aufgrund des Reglerstellgrades. Bei einem geforderten Stellgrad von 50 % würde der Steller im Impulsgruppenbetrieb eine Vollwelle ein und eine Vollwelle aus schalten. Nur diesen Sachverhalt betrachtet, ergeben sich bei Netzspannungsschwankungen veränderte Ausgangsleistungen. Tatsächlich verfügen die Steller über eine unterlagerte Regelung. Sie variieren im aufwändigsten Fall die abgegebene Leistung proportional zum Reglerstellgrad. Auf Netzspannungsänderungen reagieren die Steller mit der Variation des Ein- und Ausschaltverhältnisses.

## Überwachung der Heizelemente
Thyristorleistungssteller bieten neben der Strombegrenzung weitere Funktionalitäten zur Überwachung bzw. zum Schutz der Elemente:
Heizelemente werden häufig parallel betrieben. Die Teillastbruchüberwachung signalisiert den Bruch eines Heizelementes. Beim nächsten Anlagenstillstand kann das Heizelement gezielt ausgetauscht werden.
R-Control begrenzt die Temperatur von temperaturempfindlichen Heizelementen. Die meisten Heizelemente sind Kaltleiter, sie erhöhen mit der Temperatur den Widerstand. Bei einer maximal zulässigen Temperatur verfügt das Heizelement über einen definierten Widerstand, dieser wird am Steller definiert. Die abgegebene Leistung wird durch den Steller begrenzt und die maximal zulässige Temperatur nicht überschritten.

## Steuerung von Gleichspannung
Zur Steuerung von Gleichspannung können ebenfalls Thyristorsteller eingesetzt werden, die sich aber von den oben beschriebenen grundsätzlich unterscheiden. Bei Betrieb mit Gleichspannung muss ein zusätzlicher Löschthyristor und ein Kondensator eingesetzt werden, um den Hauptthyristor abzuschalten. Alternativ können GTO-Thyristoren eingesetzt werden. Unabhängig vom eingesetzten Bauelement wird eine solche Anordnung Gleichstromsteller genannt.
Im Gegensatz zum Thyristor-Gleichrichter erfolgt beim Thyristorsteller keine Gleichrichtung. So lassen sich bei geeigneter Ansteuerung auch Transformatoren an einem Thyristorsteller betreiben.

## Einsatzgebiete
Thyristorsteller werden im industriellen Umfeld u. a. zur Regelung von Elektroheizungen in Härteöfen verwendet. Dabei kommt neben der Phasenanschnittsteuerung auch die Impulspaketsteuerung zum Einsatz. Hier werden jeweils mehrere Vollwellen ohne Anschnitt durchgesteuert. Schaltvorgänge finden nur im Nulldurchgang statt. Das hat den Vorteil, dass das Stromnetz nicht durch die hochfrequenten Anteile, die beim Phasenanschnitt entstehen, „verunreinigt“ wird.
Thyristorsteller werden in Sanftanlaufgeräten eingesetzt, um Käfigläufer-Asynchronmotoren mit kontrolliertem Strom und Drehmoment anlassen zu können. Insbesondere Triacsteller haben eine weite Verbreitung im Bereich niedriger Leistungen. Beispiele sind Dimmer, Leistungssteuerungen von Staubsaugern, Waschmaschinen und Bohrmaschinen mit stufenloser Drehzahlregelung.